# Западна Ся
Западна Ся или Си Ся, наричана също Тангутска империя, е държава, съществувала от 1038 до 1227 в днешните китайски провинции Гансу, Шанси и Нинся. Тя е създадена от тангутите, народност, сродна на тибетците. Западна Ся е разположена на важния Път на коприната, в непосредствена близост до границата със Северен Китай, контролиран от династията Сун, а по-късно от Джурченската империя.

## История
През 799 част от тангутските племена, подложени на натиск от Тибетската империя, се подчиняват на китайската династия Тан и император Дъдзун ги заселва в областта Ордос. Тангутите остават лоялни към династията Тан, но след нейното падане през 907 те стават практически независими и запазват автономията си през периода на Петте династии.
Основите на Тангутската империя са поставени около 982, когато на власт идва Ли Дъмин, но едва през 1038 неговият син Дзиндзун се обявява за император и иска от императора на Сун да го признае за равен. След продължителни дипломатически преговори, през 1043 Сун признават титлата император, в замяна на годишен данък. По времето на Дзиндзун е създадена тангутската писменост и много китайски класически произведения са преведени на тангутски език.
След смъртта на Дзиндзун през 1048 новият император Идзун е на две години и майка му управлява като регент. При нейното управление династията Ляо напада страната и я поставя под васална зависимост. През 1067 император става Хуйдзун. Майка му го поставя под домашен арест, поема управлението и започва война срещу Сун. След неуспеха във войната Хуйдзун се връща на власт.
През 1086 император става Чундзун и баба му, майката на Хуйдзун, отново става регент. Тя започва войни с Ляо и Сун, но отново претърпява неуспех и Чундзун поема лично управлението. Той спира войните и се съсредоточава върху вътрешното укрепване на държавата. През 1115 джурчените нападат Северен Китай, основавайки династията Дзин. През 1123 императорът на Ляо успява да избяга от тях в Западна Ся, но Чундзун е принуден да го предаде и да приеме васална зависимост от Дзин. След унищожаването на Северна Сун от Дзин, император Чундзун се включва във войната и присъединява към Западна Ся някои области на Северна Сун.
Управлението на император Жъндзун продължава от 1139 до 1193 и представлява период на вътрешна стабилност и икономически подем. След неговата смърт император става Хуандзун. Неговото управление се смята за начало на упадъка на Тангутската империя. Корупцията е широко разпространена и икономиката запада. Започват и войните с Монголската империя, която предприема 6 военни кампании срещу Западна Ся – през 1202, 1207, 1209 – 1210, 1211 – 1213, 1214 – 1219 и 1225 – 1226.
През 1206 Сяндзун организира държавен преврат срещу Хуандзун и го убива, заемайки трона. През 1207 той отстъпва пред монголите и дава дъщеря си за жена на Чингис хан. След това започва продължила десетилетие война срещу Дзин, която значително отслабва и двете държави. През 1211 е свален от нов преврат, който довежда на власт Шендзун.
През 1216 монголите искат от Тангутската империя да изпрати войски за войната срещу мюсюлманите. Въпреки че император Шендзун одобрява това, дворът му го убеждава да откаже. След завръщането на Чингис хан от Средна Азия. Новият император Сяндзун прави опит да му се противопостави, но е принуден да се самоубие заедно с цялото си семейство. Наследникът му Моди е последният тангутски владетел. Той успява да сключи мир с монголите, но след това е екзекутиран от Толуй, син на Чингис хан, и тангутската държава е присъединена към Монголската империя.

## Владетели на Западна Ся
| Храмово име   | Посмъртно име     | Лично име         | Управление  |
| ------------- | ----------------- | ----------------- | ----------- |
| Дзиндзун 景宗 | Уледи 武烈帝      | Ли Юанхао 李元昊  | 1038 – 1048 |
| Идзун 毅宗    | Джаоинди 昭英帝   | Ли Ляндзо 李諒祚  | 1048 – 1067 |
| Хуйдзун 惠宗  | Кандзинди 康靖帝  | Ли Бинчан 李秉常  | 1067 – 1086 |
| Чундзун 崇宗  | Шенуенди 聖文帝   | Ли Цяншун 李乾順  | 1086 – 1139 |
| Жъндзун 仁宗  | Шендженди 聖禎帝  | Ли Жънсяо 李仁孝  | 1139 – 1193 |
| Хуандзун 桓宗 | Джаодзянди 昭簡帝 | Ли Чуню 李純佑    | 1193 – 1206 |
| Сяндзун 襄宗  | Дзинмуди 敬穆帝   | Ли Анцюан 李安全  | 1206 – 1211 |
| Шендзун 神宗  | Инуенди 英文帝    | Ли Дзунсюй 李遵頊 | 1211 – 1223 |
| Сяндзун 獻宗  | няма              | Ли Дъуан 李德旺   | 1223 – 1226 |
| Моди 末主     | няма              | Ли Сян 李晛       | 1226 – 1227 |